# المسروحیه
المسروحیه یک منطقهٔ مسکونی در قطر است که در شهرداری الضعاین واقع شده‌است. المسروحیه ۹٫۷ کیلومتر مربع مساحت دارد.